# Simulium juxtacrenobium
Simulium juxtacrenobium är en tvåvingeart som beskrevs av Bass och Brockhouse 1990. Simulium juxtacrenobium ingår i släktet Simulium och familjen knott. Arten är reproducerande i Sverige. Inga underarter finns listade i Catalogue of Life.